# Drömcykeln
Drömcykeln (The Dream Cycle) är ett samlingsnamn för H. P. Lovecrafts noveller och böcker som har anknytning till det fiktiva Drömlandet (The Dreamlands).
Drömcykeln är förlagd till Drömlandet som har en unik flora av gudomligheter där jordens gudar, kallade de stora (The Great Ones), de stora äldre (The Great Old Ones) och de andra gudarna (The Other Gods) ingår. Platser som Den förtrollade skogen (The Enchanted Wood), Ulthar och Celephaïs, samt karaktärerna Randolph Carter, Richard Upton Pickman och Kuranes återkommer ofta i novellerna.

## Randolph Carter
Randolph Carter är den karaktär som uppenbarar sig mest i mytologin. I novellerna Sökandet efter det drömda Kadath (1943), Nyckeln (1929), Through The Gates of the Silver Key (1934), Det onämnbara (1925) och Randolph Carters berättelse (1920) är han med på ett eller annat sätt. Även om Carter har många likheter med författaren är han inte självbiografisk på samma sätt som många andra av Lovecrafts karaktärer; han är snarare en konstruerad karaktär som representerar några av författarens filosofiska och estetiska ståndpunkter.